# Åtmyrberget
Åtmyrberget este o arie protejată (arie specială de conservare — SAC, sit de importanță comunitară — SCI) din Suedia întinsă pe o suprafață de 34.792,1 ha, integral pe uscat.

## Localizare
Centrul sitului Åtmyrberget este situat la coordonatele 64°13′20″N 19°09′36″E / 64.2222°N 19.1601°E.

## Înființare
Situl Åtmyrberget a fost declarat sit de importanță comunitară în ianuarie 2002 pentru a proteja 2 specii de animale. Situl a fost protejat și ca arie specială de conservare în martie 2011.

## Biodiversitate
Situată în ecoregiunea boreală, aria protejată nu include niciun habitat protejat.
La baza desemnării sitului se află mai multe specii protejate de  nevertebrate (2): Stephanopachys linearis, Stephanopachys substriatus.